# Bernard Allou
Bernard Allou (Cocody, 19 giugno 1975) è un ex calciatore francese, nato in Costa d'Avorio, di ruolo attaccante.

## Carriera
Ha giocato in Francia, Giappone e Inghilterra, terminando la carriera in Belgio. Vanta 9 presenze e 2 reti nelle competizioni calcistiche europee.